# 伦纳德·阿德曼
倫納德·马克斯·阿德曼（英語：Leonard Max Adleman，1945年12月31日—），美国理論計算機科學家和南加州大学计算机科学家和分子生物学教授。1977年，他与罗纳德·李维斯特和阿迪·萨莫尔一起发明了RSA加密演算法和DNA运算而知名。RSA被广泛使用在计算机安全应用上，包括https。2002年，他与罗纳德·李维斯特和阿迪·萨莫尔一起因在公钥密码学RSA加密演算法取得的杰出贡献而获得图灵奖。
他出生於美國加利福尼亞州，在舊金山長大，就讀柏克萊加州大學，並在那裡取得了他的數學學士學位，1968年碩士學位，於1976年EECS博士。他
1994年，他的論文《分子計算應用於解決組合問題》中，描述實驗使用 DNA 作為一個計算系統。利用此系統，他解決了一個七節點的哈密頓圖問題，一個類似旅行推銷員問題的NP完全問題。
雖然解決了七個節點的實例是微不足道的，但該論文是第一個已知「利用DNA來作計算」的成功實例。DNA計算現已被證明為有潛力的計算方式，可以解決其他幾個大型組合搜索問題。
2002年，他和他的研究小組成功地利用DNA計算解決了“平凡”的問題。具體來說，他們解決了20個變量的 SAT 問題，約有100多萬潛在的解決方案。
2006年，阿德曼是美国文理科学院院士。

## 参照
1. ↑  .   [29 September 2013]. （原始内容存档于2020-10-30）.
2. ↑  . Association for Computing Machinery.   [2011年2月5日]. （原始内容存档于2009-12-12）.
3. ↑   (PDF). American Academy of Arts and Sciences.   [6 April 2011]. （原始内容存档 (PDF)于2015-02-18）.